# Экономические последствия вторжения на Украину для России
Вторжение России в Украину 24 февраля 2022 года имело долгосрочные последствия для российской экономики. Как страна-агрессор она попала под международные санкции, направленные против Центробанка, отдельных секторов экономики, олигархов и пр. Многие иностранные компании свернули активность в России.
В 2022 году из-за аномально высоких цен на энергоресурсы экономический кризис развивался по атипичному сценарию, ВВП сократился всего на 5,5—6 %, а профицит торгового баланса (соотношения экспорта и импорта) и благовидные макроэкономические показатели замаскировали дисбалансы в экономике, рост безработицы и бедности, удручающее состояние отраслей, завязанных на международную кооперацию (авиации, информационных технологиях и телекоммуникациях, автопроме и пр.).
В 2023 год Россия вошла с падающими нефтегазовыми доходами (в результате газовой войны, введения «ценового потолка» и пр.) и стремительно растущим дефицитом федерального бюджета, а технологические санкции поставили под вопрос среднесрочные и долгосрочные перспективы отрасли (а значит, и доходов Российской Федерации).

## Предыстория (2014—2021)
После аннексии Крыма и начала российской прокси-войны на востоке Украины (в том числе сбития пророссийскими вооружёнными формированиями малайзийского Boeing 777-200ER в Донецкой области) в отношении России были введены многочисленные международные санкции. Вопреки заявлениям официальных лиц, санкции оказались болезненными для российской экономики.
Санкции ограничили доступ России и российских госкорпораций к международным финансовым рынкам и корпоративным услугам, стали препятствием для экспорта высокотехнологичного оборудования, товаров военного и двойного назначения. Ущерб технологической, финансовой и другим отраслям российской экономики только в 2014 году оценивался в 25 млрд евро (около 1,5 % ВВП страны). Введённое Россией в ответ продовольственное эмбарго подавило конкуренцию на внутреннем рынке, привело к значительному росту цен и снижению качества пищевых продуктов, росту реэкспорта и контрабанды. При этом страна осталась глубоко зависимой от импорта из западных стран во многих отраслях, включая сельское хозяйство.
После ввода санкций в 2014 году впервые с начала XXI века в России упали реальные доходы населения (снижение остановилось в 2018 году, а в 2020 падение возобновилось уже под влиянием пандемии). Во второй половине 2014 года на эффект санкций наложилось быстрое снижение цен на нефть (со 115 долларов за баррель Brent в июне до 55 долларов в декабре), за которым последовало сильное ослабление рубля. Только за 2014 году инфляция составила 11,4 % в целом по экономике и почти 18 % на продовольственные товары. По оценке Bloomberg, ВВП России в 2018 году оказался на 10 % ниже прогнозов 2013 года (влияние санкций издание оценило в 6 %, падения цен на нефть — в 4 %).

## Атипичный кризис (2022)
По итогам 2022 года российская экономика потеряла 5,5—6 % ВВП, что оказалось в 2—2,5 раза меньше прогнозов российских и международных экспертов. После шока в марте совокупность факторов позволила избежать острого кризиса и направила российскую экономику по сценарию сжатия и стагнации. А решение ЦБ РФ фактически остановить банковскую систему на несколько недель и резко повысить ключевую ставку предотвратили банковскую панику и остановили финансовый кризис.
Ключевым обстоятельством, которое затормозило развитие экономического кризиса, стали аномально высокие доходы от экспорта энергоносителей. Доходы от нефтегазового экспорта в 2022 году выросли почти в 1,5 раза с 245 млрд долларов (2021) до 345 млрд, что в значительной степени компенсировало чистый отток частного капитала, составивший 275 млрд долларов (12 % ВВП России в ценах 2021 года). Импортные санкции (без экспортных ограничений), которые к апрелю обрушили импорт на 50—80 % (оценки разнятся, торговую статистику после 24 февраля 2022 года Россия не публикует), в краткосрочной перспективе нивелировали эффект финансовых санкций: профицит торгового баланса РФ достиг 10 % — больше, чем в Китае на пике роста экспорта в 2000-х годах. Это обеспечило России запас денег, который смягчил последствия дисбаланса в экономике.
Устойчивость корпоративного сектора к шоку в первой половине 2022 года обеспечила адаптированность бизнеса к стрессам, обусловленным как внешними факторами (кризис 2008—2009 годов, экономический шок, спровоцированный пандемией COVID-19), так и политикой российских властей (кризис 2014—2015 годов и пр). Как следствие, российские компании накапливали большие резервы — финансовые и складские — которые смягчили последствия импортных ограничений, введённых в 2022 году после вторжения в Украину. Этот ресурс был исчерпан к III кварталу 2022 года, когда эффекты санкций проявились двукратным падением прибыли к аналогичному периоду 2021 года (в сентябре рынок в целом зафиксировал убыток).
Значительные сокращение импорта из европейских стран было отчасти компенсировано переориентацией внешней торговли на Китай, Индию, Турцию, ОАЭ и некоторые другие государства, которые продолжили сотрудничество с Россией. С учётом риска вторичных санкций, они получили выгодные условия на импорт российского сырья и экспорт неподсанкционных товаров (в том числе, по серым схемам). За январь—ноябрь 2022 года падение импорта в денежном выражении относительно аналогичного периода 2021 года составило 14 %, но было заметно больше в физическом выражении из-за роста цен и издержек. При этом в подсанкционных отраслях, в том числе зависимых от высокотехнологичных товаров, замещения импорта не произошло.
Сверхдоходы от экспорта (вкупе с отменой бюджетного правила) позволили государству нарастить расходы на 25 % в сравнении с 2021 годом, влив в экономику около 5,5 трлн рублей (4 % ВВП в ценах 2021 года), в том числе резервы казначейства, 1 трлн рублей из ФНБ, 1,5 трлн рублей изъятой прибыли «Газпрома» и экстренные заимствования на сумму около 2 трлн рублей. Эти вливания поддержали статистический уровень доходов и сгладили проявления дисбаланса в экономике (но не устранили его).

### Инфляция

Рост индекса потребительских цен (ИПЦ) в России в феврале—мае 2022 года, % в неделю, Росстат

По оценкам Росстата, инфляция в России в 2022 году составила 11,94 %, базовая инфляция (без учёта краткосрочных колебаний цен на сезонную продукцию и регулируемые тарифы) — 14,3 %, наблюдаемая инфляция (восприятие изменения цен гражданами) — 16 %. Лидером роста стала бытовая химия (+29,8 %), цены на непродовольственные товары в целом выросли на 12,7 %, на услуги — 13,3 %. Продукты питания в среднем подорожали на 10,6 %, сильнее всего — молочные продукты (+15,2 %), макаронные изделия (+14,6 %), рыба и морепродукты (+14 %), сахар (+13,5 %).
Пик пришёлся на март и апрель 2022 года, когда показатель недельной инфляции достиг 2,2 % и превысил уровень августа 1998 года, но в дальнейшем инфляция сократилась.

### Курс рубля

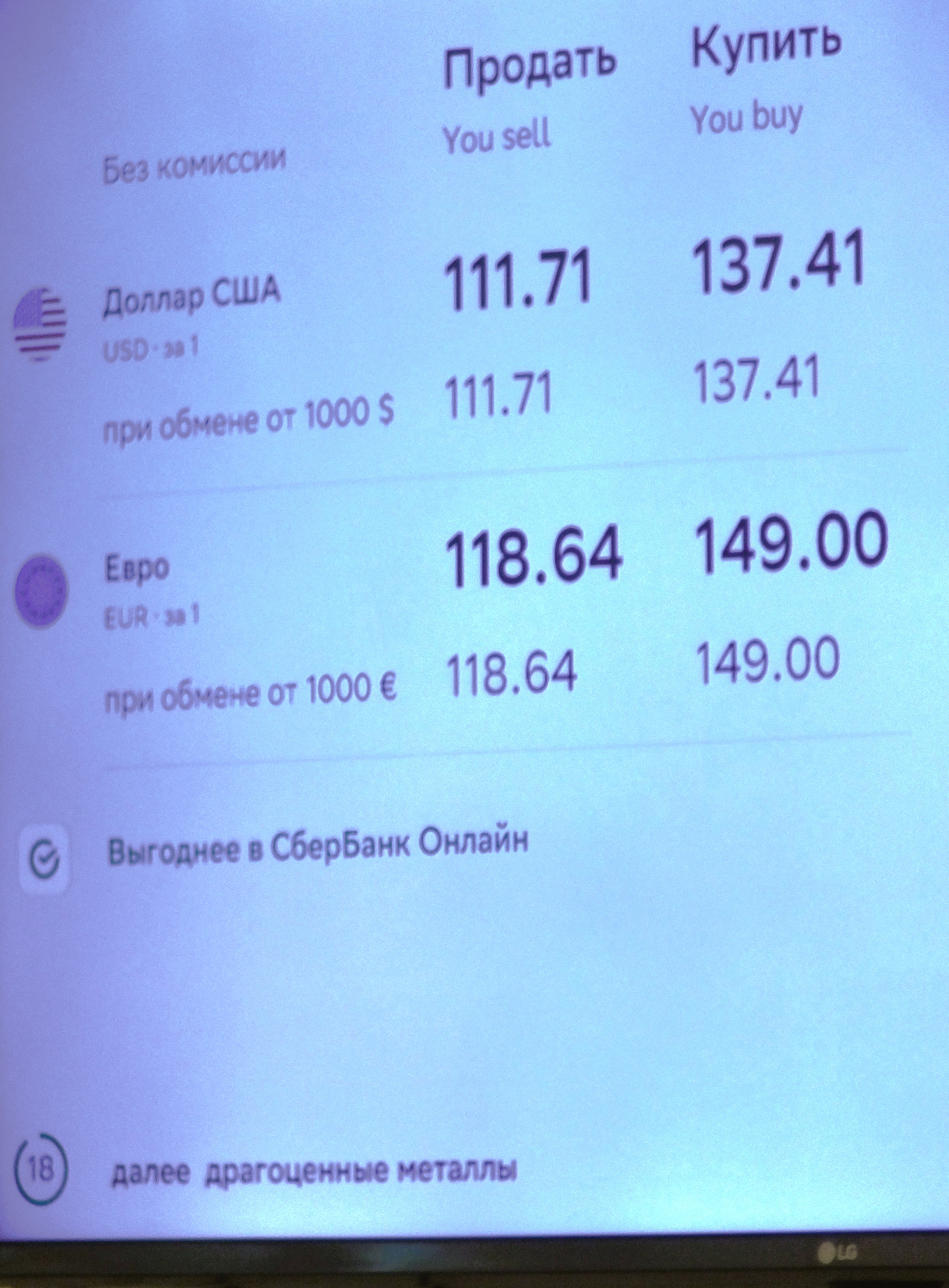
Обменные курсы в отделении Сбербанка, 4 марта 2022 года

В первые две недели после начала вторжения в Украину на фоне шока, первых санкций и заморозки активов ЦБ РФ (которая резко изменила соотношение денежной массы к резервам) официальный курс рубля обрушился с 75 за доллар до 125—130, а реальный розничный доходил до 150 за доллар. Чтобы остановить падение, Центробанк пошёл на беспрецедентные финансовые репрессии, превратившие рубль в несвободную валюту.

Динамика курса доллара в феврале—мае 2022 года на MOEX

Были введены запреты или ограничения на покупку наличной валюты, снятие средств с валютных счетов, перевод и вывоз за рубеж; экспортёров обязали продавать 80 % валютной выручки (в дальнейшем доля снижалась). Одновременно было отменено бюджетное правило. Чтобы стимулировать вложения в рубль (в противовес покупке валюты), ЦБ РФ повысил ключевую ставку до 20 % (и в дальнейшем постепенно снижал её). Финансовые репрессии сыграли ключевую роль в удержании курса рубля в марте и апреле 2022 года, когда в полной мере проявился эффект большого профицита торгового баланса.
В конце июня доллар и евро на MOEX опустились до минимальных за 7 лет значений — 51,2 и 53,9 рубля, соответственно, 30 июня 2022 года. Но уже спустя неделю рубль резко потерял в стоимости около 20 % на фоне сокращения поставок газа в Европу и выхода трейдеров из рискованных активов (коим стал рубль). Несколько месяцев рубль был стабилен, а в декабре вновь начал падать под влиянием вступившего в силу (с 5 декабря 2022 года) потолка цен на нефть, согласованного (с февраля 2023) потолка цен на газ и принятого девятого пакета санкций. ЦБ РФ исчерпал механизмы влияния на курс иностранной валюты, и на фоне сокращения экспортных доходов при нормализации импорта в 2023 год рубль вошёл с перспективой девальвации под весом санкций.

### Рынок труда
Чиновники вплоть до президента отчитывались о низкой безработице (3,9 %), но из данных Росстата следовало, что реальная скрытая безработица в 2022 году достигла рекордных 13 % (4,6 млн человек). Число россиян, занятых неполный рабочий день, достигло 1,12 млн (+100 тысяч), 240 тысяч находились в простое по вине работодателя (+80 тысяч), а 3,3 млн — в отпуске без сохранения зарплаты (+550 тысяч). Значительный вклад в низкий показатель безработицы внесли массовая эмиграция (по оценке Альфа-банка — до 1 млн человек) и мобилизация 300 тысяч человек.
Наибольшим показатель скрытой безработицы был в автопроме (27,1 % сотрудников на конец октября 2022 года находились в простое, 8,4 % работали неполное время), в лесной промышленности в простое находились 10 % сотрудников. Более 20 % сотрудников отправили в отпуск металлургические заводы, мебельные фабрики и производители электроприборов, почти 18 % — производители продуктов питания, химические заводы и фармацевтические предприятия.

### Доходы населения
По данным Росстата, в 2022 году падение реальных доходов населения по стране составило относительно мягкие 1,5 %. При этом ситуация сильно разнилась по стране: максимальные темпы падения на 6—8 % были отмечены в регионах, где расположены предприятия автомобильной промышленности (например, Калужской и Калининградской областях), где резко сократилось производство, а работники были переведены на неполную занятость со снижением зарплаты, а наиболее высокие темпы роста от 3 до 6 % — в некоторых регионах со специализацией на ВПК и менее развитых регионах России. В Москве реальные доходы за 2022 год сократились на 2 %, что могло быть связано с отъездом статистически значимого числа людей с высокими доходами.
Большое влияние на уровень реальных доходов оказали новые меры социальной поддержки, принятые в 2022 году: ежемесячные пособия малоимущим семьям с детьми от 7 до 17 лет (около 500 млрд рублей за вторую половину 2022), индексация пенсий на 10 %, повышение МРОТ на 10 %. Также на статистику повлияла мобилизация: с учётом заявленного числа мобилизованных и величины оплаты, ежемесячные расходы бюджета можно оценить в 60 млрд рублей. Мобилизация активнее всего проходила в средних и малых городах, сельской местности и в целом в менее развитых регионах с большей долей бедного населения (то есть бенефициаров новых мер социальной поддержки).

### Бедность
В мае 2023 года Росстат отчитался о рекордно низком показателе бедности в России в 9,8 % (14,3 млн человек), что на 0,7 % ниже показателя 2021 года и впервые в истории современной России меньше 10 %. Использованная ведомством методология расчёта бедности по доходам ниже границы бедности (13 545 рублей в месяц, 50 % которых приходится на еду и по 25 % на товары и услуги) была раскритикована специалистами как значительно занижающая реальное число бедных.
При использовании разных способов расчёта бедности по расходам (на основе данных Росстата) ежемесячные расходы ниже официальной границы бедности имеет 20,2 % россиян (29 млн человек). Расчёт бедности по расходам на потребление только продуктов даёт показатель в 23,4 % бедных (34 млн человек). Аналогичный показатель не менее 20 % дают другие подходы к расчёту бедности на основе данных Росстата.
При этом в расчёте границы бедности Росстат обращается к структуре потребления, которая, по его собственным данным, характерна только для крайне обездоленных 10 %. При структуре 36 % (питание) + 34 % (товары) + 30 % (услуги), соответствующей потреблению среднего россиянина, порог бедности окажется в полтора раза выше (более 21 592 рублей). Ниже этой границы в России потребляют 45 % населения (65 млн человек).

### Благосостояние
В 2022 году снизилось благосостояние российских граждан (которое описывается системой их предпочтений). Так, сокращение импорта и импортозамещение вынудили потребителей замещать выпавшие импортные товары другими — с субъективной точки зрения, неоптимальными по соотношению цены и качества. Ситуация аналогична последствиям российских контрсанкций 2014 года, которые ограничили ввоз мясомолочных продуктов, овощей и фруктов. Протекционистские по сути меры вызвали рост цен и помогли российским производителям, однако общий отрицательный результат для потребителей составил 445 млрд рублей в год — примерно 3 тысячи рублей на каждого россиянина.
Стандартная экономическая статистика плохо отражает изменения благосостояния граждан. Так, спад в диапазоне 15—50 % в отдельных отраслях обрабатывающей промышленности, производящих потребляемые гражданами товары (автомобили, бытовую электронику, лекарства и т. д.), был компенсирован наращиванием производства в оборонной промышленности. В результате общее падение обрабатывающего сектора экономики составило всего 4,6 % — этот оптимистический показатель маскирует перераспределение издержек между различными экономическими агентами и долгосрочные потери в благосостоянии граждан.

## 2023
В июле 2023 года в России наблюдался рекордный дефицит рабочих рук на производстве: более 43% промышленных предприятий столкнулись с нехваткой рабочих рук, по сравнению с 35% в апреле.
В сентябре 2023 года президент России Владимир Путин объявил о завершении этапа восстановления экономики РФ. По его словам, ВВП страны достиг уровня 2021 года и по итогам может составить 2,5—2,8 %, ситуация с бюджетом стабилизировалась, а одной из самых серьёзных экономических проблем стало ускорение инфляции.
По данным Bloomberg, в 2023 году отрасли, работающие на ОПК РФ, выпускающие компьютеры, электронику и различную оптику, увеличат свой объём производства на 34 % по сравнению с 2022 годом. Общий объём промпроизводства к сентябрю 2023 года рос шесть месяцев подряд, увеличившись на 5,4 % по сравнению с тем же периодом прошедшего года. Последствия введенных санкций в значительностей степени нейтрализовали господдержка и увеличение внутренних закупок. Рост производства непосредственно военной продукции: кораблей, боевых машин, самолётов прогнозируется на уровне 26 %. Издание подчеркивает, что военные заказы поддерживают значительную часть российской промышленности, хотя часть отраслей, зависящих от импортных комплектующих, переживает спад.

## Отраслевые изменения
В регулярном обзоре «О чём говорят тренды» директор департамента исследований и прогнозирования ЦБ РФ отметил, что трансформация российской экономики в условиях продолжительного действия внешних факторов будет сопровождаться технологическим регрессом во многих областях и обратной индустриализацией — переходу к более примитивным технологиям производства.

### Финансовый сектор
Почти сразу после начала вторжения из России ушли крупнейшие мировые платёжные системы Visa, Mastercard и American Express. Операции внутри России продолжила обрабатывать Национальная система платёжных карт (НСПК), но в остальном мире карты российских банков работать перестали. Китайская UnionPay продолжила работать с несколькими неподсанкционными банками, но их клиенты регулярно сталкивались с отказами в проведении транзакций за рубежом. В результате монопольное положение на российском рынке заняла платёжная система «Мир», управляемая НСПК.
Две профильные российские ассоциации — Национальный платежный совет и Национальная платежная ассоциация — обращались к ЦБ РФ с просьбой пересмотреть стратегию НСПК, чтобы предотвратить возможность установки монополистом нерыночных тарифов. Ассоциация компаний интернет-торговли поддерживала аналогичные инициативы участников рынка ретейла, а также предлагала ФАС проверить возможное злоупотребление при установлении монопольно высокой ставки межбанковской комиссии, которая влияет на ставки эквайринга.
На смену покинувшим российский финансовый рынок западным банкам пришли четыре крупнейших кредитных организации Китая: Bank of China Ltd., Industrial & Commercial Bank of China Ltd., China Construction Bank Corp. и Agricultural Bank of China Ltd. За 14 месяцев с марта 2022 года их вложения в России увеличились с 2,2 млрд до 9,7 млрд. Действия китайских банков в РФ стали частью стратегии страны по переходу от использования доллара и евро в качестве резервной валюты к юаню. До февраля 2022 года более 60 % платежей за российский экспорт осуществлялась в долларах и евро, а доля юаня — менее 1 %. Летом 2023 года объём расчетов в долларах и евро упал ниже 50 %, а в китайской валюте вырос до 16 %. За указанные 14 месяцев доля российских активов, принадлежащих иностранным кредиторам сократилась с 6,2 % до 4,9 %.

### Нефтегазовый сектор

#### Добыча и экспорт газа
Газовая война, развязанная Россией для политического давления на Европейский союз, лишила её европейского рынка — основного направления советского, а затем — российского экспорта газа. По подсчётам правительства РФ, прекращение поставок в Европу стоило России 1,1 млрд рублей ежедневно. Объём добычи газа в России в 2022 году снизился на 12 % до 673 млрд м³, что стало самым большим падением с 1990-х годов. Добыча непосредственно «Газпрома» сократилась ещё сильнее — на 20 % до 413 млрд м³, а его трубопроводный экспорт в страны дальнего зарубежья обвалился на 46 % до 101 млрд м³. Несмотря на рекордную прибыль в 2,4 трлн рублей, которую «Газпром» зафиксировал в первом полугодии 2022 года на фоне высоких спотовых цен, во втором полугодии он получил 1,2 трлн убытка, а прибыль по итогам 2022 года упала вдвое к 2021 году.
После резкого роста в первой половине 2022 года цены на газ последовательно снижались, незначительно отреагировав даже на разрушение «Северных потоков». Бывшие европейские покупатели газа из России инвестировали в постоянные и временные терминалы по приёму СПГ, переманили поставщиков, расширили трубопроводные поставки из Норвегии, Алжира, Азербайджана. Уже к декабрю 2022 года Германия, до февраля 2022 года получавшая из России 55 % газа, заместила российский газ. При этом Россия была неспособна развивать поставки СПГ без западных технологий и подрядчиков.
Вопреки заявлениям российских официальных лиц, долгосрочная стратегия Китая предполагала диверсификацию источников газа, а не наращивание поставок из России. В 2022 году поставки в Китай были в 7 раз меньше поставок в Европу, а цена составляла всего 29 % от той, что платили европейские покупатели (в силу привязки цен к нефти, а не спотовым). Новый контракт с Китаем был отчаянно необходим «Газпрому», но переговоры на высоком уровне провалились. Reuters в мае 2023 года сообщил, что китайские власти отказались от газопровода «Сила Сибири — 2» в пользу строительства трубопровода из Туркменистана. А Казахстан и Узбекистан отказались от участия в «тройственным газовом союзе» почти сразу после того, как о нём объявил Владимир Путин.
Потери на внешних рынках российские власти собирались компенсировать за счёт собственных граждан. «Коммерсантъ» ещё в сентябре 2022 года сообщал о плане резко повысить внутренние цены на газ на 8,5 % в 2023 году и 7 % в 2024-м.

#### Нефтедобыча и экспорт
Сразу после начала вторжения в отношении российского нефтяного сектора были введены санкции, а цена нефти сорта Urals снижалась весь 2022 год. Европейские публичные компании почти сразу отказались работать с Россией, но в отсутствие формального эмбарго продолжилось сотрудничество с рядом НПЗ, частично или целиком принадлежащими российским компаниям. Низкая цена российской нефти вкупе с низкими НДПИ и пошлинами (которые вычислялись из рухнувшей цены Urals) позволили «Роснефти» и другим российским компаниям получать с переработки нефти на европейских НПЗ маржу в 5—7 раз выше средней по рынку и выводить прибыль в офшоры, в то время как доходы российского бюджета падали.
Европейское эмбарго на российскую нефть и т. н. «ценовой потолок», вступившие в силу 5 декабря 2022 года, вкупе с другими факторами обрушили нефтяной экспорт России на 56 % в первую же неделю, а рубль ослабился сразу на 10 %. «Ценовой потолок» запретил перевозку и страхование нефти, приобретённой выше определённой цены, что вместе со значительно возросшими расходами на фрахт (основными покупателями российской нефти остались Индия и Китай) вынуждало отпускать нефть с большой скидкой. В декабре 2022 дисконт Urals к Brent составлял 40 %, к началу января российская нефть торговалась почти в 2 раза дешевле эталона (38 долларов против 79 в порту Приморска).
После рекордного декабрьского падения, в начале января экспорт вырос на 30 %, а доходы — только на 4 %. Низкие котировки в совокупности с низкими экспортными пошлинами вынуждали Россию наращивать экспорт (отчасти этому способствовало возвращения рынка к допандемийному уровню потребления), однако мартовские доходы в 2023 году всё равно оказались на 43 % ниже показателя 2022 года. Вступление в силу европейского эмбарго на нефтепродукты ударило по российским НПЗ — только по плану на простой и профилактику в 2023 году должны были уйти 7,9 %, реальный показатель, по оценкам Reuters, вдвое выше (16 %).
Чтобы обходить санкционные ограничения, Россия сформировала свой «теневой флот» из старых судов, зарегистрированных в юрисдикциях, сделки с которыми разрешены западным покупателям. России даже пришлось переманивать перевозчиков у Ирана (также под санкциями), предлагая премию в 50—100 % от цены фрахта. Подобные сделки включают погрузку ship-to-ship (STS) с отключенными транспондерами и представляют большую экологическую угрозу: более 2,5 % STS-сделок сопровождаются инцидентами, включая разливы нефти. Чтобы пресечь подобные практики, ЕС 23 июня 2023 года ввёл дополнительные санкции в отношении судов, подозреваемых в участии в STS-сделках с целью обхода санкций.
«Ценовой потолок» значительно повлиял на доходы России от нефтяного экспорта, но сохранил стабильным мировой рынок. Фактически ценового потолка придерживались даже страны, которые формально к нему не присоединились. Так, Индия нарастила закупки российской нефти для переработки (с дисконтом и иногда ниже себестоимости) и продажи нефтепродуктов в США и ЕС. Для российских властей ситуация обернулась неопределённостью в расчёте налогов и пошлин и сокращением доходов бюджета. Российский бюджет на 2023 год был свёрстан с дефицитом 2,9 трлн рублей (2 %) ВВП, исходя из цены российской нефти в 70 долларов за баррель. Только в январе 2023 года на фоне падения нефтяных доходов российский Минфин отчитался о рекордном дефиците в 1,8 трлн — в 14 раз больше значения января 2022 года, самый высокий показатель со времён дефолта 1998 года.
Из-за отсутствия у России собственных современных технологий добычи нефти в долгосрочной перспективе санкции (включая ограничения на экспорт технологий) сделали невозможным развитие нефтяной отрасли. Так, от технологий из «недружественных стран» зависят более 50 % проектов с использованием гидроразрыва, в морской добыче — 80 %, в случае плавучих буровых установок — 90 %. По оценке агентства «Яков и партнеры» (бывшая российская McKinsey & Company), без замены западных технологий падение добычи в России к концу десятилетия может достичь 30 %.

### Сельское хозяйство
Сельскохозяйственная отрасль России (включая продукцию сельского хозяйства и большинство удобрений) была намеренно выведена из-под санкций, чтобы исключить негативное влияние на глобальную продовольственную безопасность. Однако иностранные покупатели не спешили работать с Россией из-за репутационных рисков, высокой цены ведения бизнеса, сложностей комплаенса. Российские власти создали дополнительные сложности для собственного экспорта: так, в марте—июне 2022 года действовал запрет на экспорт пшеницы в страны ЕАЭС, направленный на то, чтобы вынудить сельхозкомпании платить огромные экспортные пошлины в 130 долларов за метрическую тонну зерна.
Обрушившийся после начала вторжения сельскохозяйственный экспорт постепенно восстанавливался, по итогам января—августа 2022 года экспорт пшеницы сократился на 11 % к 2021 году, калийных удобрений — на 16,5 %, азотных — на 22,8 %, аммиачных — на 63 % (в том числе из-за прекращения работы аммиакопровода Тольятти — Одесса). Кроме того, выявилась полная зависимость России от европейского импорта в молочной отрасли, например, в заквасках для изготовления сметаны.
После начала вторжения ряд крупнейших производителей сельскохозяйственной техники ушёл с рынка, российские агрофирмы столкнулись с дефицитом запчастей. При 60 % импортных тракторах и 15 % комбайнов заменить их российскими аналогами было невозможно, цена на запчасти выросла на 70 % (в пике — на 100 %). Компании были вынуждены каннибализировать технику и использовать её как источник запчастей, в 1,5 раза увеличилось число случаев мошенничества при сером импорте.
Среди техники, которую покупали российские фермеры в 2022 году, наибольшая доля пришлась на белорусскую, затем — российскую, американскую и немецкую (в большинстве случаев речь шла о подержанном оборудовании). При этом вся техника, включая российскую, выросла в цене на 35 % из-за большой доли импортных компонентов.
По данным TC Trade Map, в 2022 году после вторжения на Украину Россия от реализации продукции своего АПК получила на 12 % больше, чем в 2021-м. Экспортировав продовольствия на 41,6 млрд долларов, РФ увеличила свою долю на мировом рынке агропродукции до 2,1 %. Отчасти спрос на российские товары РФ вырос из-за сокращения экспорта товаров с Украины.
Реализация зерна, основной составляющей российского агроэкспорта, принесла РФ в 2022 году более 13 млрд долларов, а общий собранный урожай сельхозкультур вырос на 30 % по сравнению с 2021 года и стал рекордным. Основными официальными покупателями агропродукции России стали: Китай, Турция, Казахстан, Беларусь, Южная Корея и Египет.

### Рекламный рынок
По данным исследования АКАР, после начала агрессии России против Украины российский рекламный рынок столкнулся с одновременным падением спроса и предложения — уходом крупных иностранных рекламодателей и прекращением работы международных рекламных площадок. На иностранных рекламодателей приходилась четверть рекламных бюджетов в стране, в прессе и на телевидении — половина.
По оценка АКАР, в условиях сокращения инвентаря в финансовом выражении (без учёта инфляции) на 2 % увеличились объёмы наружной рекламы, на 5 % — радиорекламы, при этом рынок интернет-рекламы сократился на 2 %, indoor-рекламы — на 20 %, рекламы в СМИ — на 41 %. Российская ассоциация маркетинговых услуг оценила спад рынка маркетинга в 9 % при инфляции в 15 %. При этом оценки АКАР, данные в разное время, принципиально противоречили друг другу: организация одновременно утверждала, что обвал рынка произошёл в первой половине 2022 года, оценивала падение в 40—50 % во второй половине года, но по итогам 2022 года объявила о спаде всего на 2 %.

### Гражданская авиация

Страны, закрывшие своё воздушное пространство для российских самолётов

После распада СССР гражданская авиация стала одной из немногих отраслей российской экономики, которая быстро достигла мирового уровня. Авиационная отрасль была тесно интегрирована в мировой рынок и даже санкции, введённые против России за захват Крыма и войну на востоке Украины, обошли её стороной. Однако, только оправившись от последствий пандемии COVID-19, она столкнулась с катастрофическими последствиями полномасштабного вторжения на Украину. За несколько дней российские авиаперевозчики лишились зарубежных маршрутов, внутренних рейсов в 11 аэропортов юга России, лизинга и технического обслуживания самолётов, международных партнёрств, страхования, ПО и т. д.

#### Проблемы с безопасностью полётов
На момент начала вторжения из 980 лайнеров, которые эксплуатировали российские перевозчики, 515 (55 %) находились в лизинге у международных компаний. После введения санкций они расторгли контракты с российскими перевозчиками и потребовали возврата самолётов. 78 бортов были арестованы по требованию лизингодателей, остальные российская сторона фактически национализировала, а с точки зрения коммерческого права — украла. После того, как Бермудские острова и другие страны, где были зарегистрированы самолёты российских авиакомпаний, приостановили действия сертификатов лётной годности, российские власти перевели практически весь авиапарк в российскую юрисдикцию, что позволило эксплуатировать их внутри страны. Эти шаги фактически разрушили отношения с международными производителями, лизинговыми и страховыми компаниями в обозримом будущем.
Перевод самолётов в российский реестр создал проблему двойной регистрации, которая нарушает стандарты безопасности полётов: за лётную годность воздушного судна отвечает страна регистрации. Принимать российские рейсы с двойной регистрацией отказались и страны, формально не присоединившиеся к санкциям против России, включая «дружественные» Турцию и Китай. Уже в июне 2022 года Международная организация гражданской авиации (ICAO) отметила проблемы с безопасностью полётов в России в своём бюллетене, а в дальнейшем понизила оценку эффективности реализации стандартов по обеспечению лётной годности в России почти на четверть — до 77,4 %. В сентябре ICAO включила Россию в список стран, где официально декларированы проблемы с обеспечением безопасности полётов (на тот момент в списке находился только Бутан). При этом беспрепятственно летать за рубеж не могли даже самолёты, которые удалось избавить от двойной регистрации: причина — в чёрных списках США, которые ограничивают использование воздушных судов с долей американских комплектующих свыше 25 %, и иных технических требованиях.
Вторжение и последовавшие санкции усугубили реальные проблемы с безопасностью полётов в России. Выполняя всего 2 % от всех полётов в мире, на начало 2022 года Россия была первой по числу человеческих жертв в авиакатастрофах (1639 в 46 инцидентах): это 40 % всех мировых авиационных трагедий с человеческими жертвами. Уже в середине 2022 года в России начало стремительно расти число аварий (а в начале января 2023 года инциденты фиксировались каждый день). Наиболее частыми оказывались поломки шасси — компонента, который находится под большой нагрузкой и требует частой замены деталей. Из-за невозможности заказывать оригинальные запчасти, которые производители отслеживают по серийным номерам, российские перевозчики были вынуждены приобретать через третьи страны контрафактные запчасти сомнительного качества по цене выше оригинальных. Их сертификация в стране происхождения оставляла вопросы, но собственной системы сертификации неоригинальных запчастей в России создано не было, что делало невозможным системный контроль качества. В случае с топливным фильтрами для Sukhoi Superjet 100, альтернатив которым на рынке не было, их промывали и использовали повторно.
По просьбе российских авиакомпаний власти в августе 2022 года узаконили каннибализацию — разбор технически исправных самолётов на запчасти. Однако ещё в марте глава авиакомпании «Победа» сообщал, что для закрытия потребности в запчастях парк самолётов будет сокращён с 41 до 25, а Azur Air ещё летом уменьшил число самолётов в лётном расписании с 30 до 12. Только по официальным российским оценкам, к 2025 году в результате каннибализации парк воздушных судов иностранного производства в России сократится на 30 %.

#### Отсутствие альтернатив иностранным самолётам
Несмотря на оптимистичные заявления российских властей, перевозчикам нечем заменить самолёты иностранного производства. На начало 2022 года российские самолёты занимали всего 18 % парка крупнейших авиакомпаний, 39 % приходились на европейские лайнеры, 36 % — на американские, 4 % — на канадские и 3 % — на бразильские. Санкции лишили Россию возможности приобретать, использовать, обслуживать и страховать иностранные самолёты. Из России ушли Boeing, Airbus, Embraer и Bombardier.
Среди возможных альтернатив официальные лица называли Sukhoi Superjet 100, МС-21, а также позднесоветские Ту-204 и Ил-96. Однако SSJ-100, доля импортных компонентов в котором достигает 70 %, в вопросах обслуживания мало отличается от других иностранных лайнеров. При этом сам самолёт оказался коммерчески неэффективным, с плохим послепродажным обслуживанием, что ощутили на себе иностранные эксплуатанты. На замену проблемному, созданному специально для SSJ-100 российско-французскому двигателю SaM146 велась разработка российского ПД-8, сертификация которого была запланирована на 2023 год, а выпуск — не ранее 2024. МС-21 (глубокая модернизация Як-42 1970-х годов) на 2023 год не пошёл в эксплуатацию, его планировалось перепроектировать для использования двигателей ПД-14 взамен PW1431G американской Pratt & Whitney. Обсуждался серийный выпуск самолётов Ту-204 и Ил-96, разработанных в 1980-х годах и уже тогда уступавших западным лайнерам, но это потребовало бы модернизации производственных линий. Наконец, одной из критических проблем стало отсутствие альтернатив авионики — прежде её приобретали у иностранных поставщиков, а российские аналоги оказалось невозможно выпустить из-за отсутствие фабрик для выпуска чипов по относительно современному техпроцессу.

#### Экономические показатели
За 2022 год российские авиакомпании перевезли 95 млн пассажиров — на 14 % меньше, чем в постковидном 2021 году. Перевозки внутри страны упали на 11,2 %, за границу — на 25,6 %. Главные российские авиационные хабы — московские Внуково, Шереметьево и Домодедово — практически лишились транзитного пассажиропотока, который сжался до 10—15 % от доковидного уровня, хотя прежде составлял до 40 % от всех пассажиров. Всего в стране под сокращение попали до 1000 пилотов гражданской авиации из 9000. Российским властям пришлось выделить 300 млрд рублей на поддержку отрасли, в том числе на компенсацию убыточных внутренних маршрутов и обслуживание закрытых аэропортов, на резко выросшее в цене авиационное топливо, на возврат билетов на отменённые международные рейсы, на деятельность Госкорпорации по ОрВД (единственного в стране поставщика услуг аэронавигационного обслуживания) и т. д. По подсчётам Российской ассоциации эксплуатантов воздушного транспорта, без бюджетных денег пассажиропоток в 2022 году упал бы до уровня десятилетней давности — 74 млн человек.
Субсидии позволили избежать резкого скачка цен на авиабилеты, но финансовое здоровье российских авиакомпаний осталось под вопросом. Так, государственный «Аэрофлот» потерял высокодоходные международные рейсы, востребованные перелёты в южные регионы России, а из-за ответного закрытия российского неба для западных перевозчиков — долю в роялти за использование ими короткого транссибирского маршрута из Европы в Азию (500—800 млн долларов в год). В 2021 году «Аэрофлот» зафиксировал 45,6 млрд рублей убытка, а в 2022 компания предпочла не раскрывать финансовые показатели, мотивируя это нежеланием расстраивать инвесторов и партнёров.

### Морской транспорт
По данным доклада Института мировой экономики Кильского университета, активность трёх самых крупных портов российских торговых портов в Санкт-Петербурге, Владивостоке и Новороссийске в 2023 году вернулась к уровню февраля 2022 года. С момента начала боевых действий на Украине из 20 основных международных линий Россию покинули 14, но при этом вырос грузооборот. А по результатам первой половины 2023 года он увеличился ещё более чем на 10 % и достиг показателя 453,3 миллиона тонн. Исследователи отмечают, что это свидетельствует о «возвращении России в мировую торговлю».

### Автомобильная промышленность
Несмотря на отсутствие санкций против российской автомобильной промышленности, по итогам 2022 года автопром пережил крупнейший спад производства, который даже по официальным данным составил около 60 %. При этом официальные показатели вызывали вопросы у экспертов, поскольку учитывали все автомобили, которые попадали в какую-либо официальную отчётность, а не только проданные. Дно в 2022 году было достигнуто в мае 2022 года, когда производство автомобилей обрушилось на 96,7 % к маю 2021. Параллельно резко выросли цены: на 29,5 % для российских автомобилей и 39,1 % для иномарок.
После того, как иностранные автопроизводители прекратили работать в России, на рынке остались только АвтоВАЗ, ГАЗ, УАЗ и китайский Haval. Из 18 заводов, выпускавших автомобили в России, к 2023 году сохранилось производство на 6, произошли массовые сокращения сотрудников. Производство на многих из них свелось к досборке китайских автомобилей с российскими шильдиками.
Проблемой стало отсутствие в России автомобилей, собранных только из компонентов местного производства: в Lada Vesta доля иностранных компонентов составляла до 60 %, у «Нивы» — 20 %, даже крайне примитивная Lada Granta состояла из иностранных деталей. В 2022 году у российских автопроизводителей фактически закончилась компонентная база вплоть до автоэмали: из-за этого с января 2023 года АвтоВАЗ производил кузова только трёх цветов: чёрного, белого и тёмно-зелёного.
По итогам 2022 года производство автомобилей в России упало на 67 % в годовом исчислении.
К весне 2023 года у российских автодилеров полностью исчерпался запас новых иномарок. Местные производители фактически держались благодаря щедрым дотациям: производство простаивало, машины выходили партиями в несколько сотен штук, которые часто не проходили контроль качества. Чтобы поддержать авторынок, российские власти разрешили производили автомобили по нормам 1990-х годов — без подушек безопасности, АБС, систем контроля устойчивости, с двигателями класса Евро-0 (которые были запрещены в России с 2002 года).
После ухода иностранных автоконцернов пропала возможность легальной покупки оригинальных запчастей, для серого импорта выросло время ожидания, кратно повысилась цена. Значительно вырос объём некачественного контрафакта, а число поломок, вызванных неоригинальными комплектующими и расходными материалами, увеличилось за год на 7,5 %.
В мае 2023 года российские автозаводы произвели 42 200 легковых автомобилей, что в 11 раз превысило показатели мая предыдущего года. Рост по сравнению с апрелем 2023 года составил 59,7 %. На момент публикации статистики многие российские автозаводы продолжали простаивать после ухода их иностранных владельцев с российского рынка.

### IT и телекоммуникации
Для сферы информационных технологий, глубоко интегрированной в мировую экономику, вторжение на Украину имело катастрофические последствия. За год с российского рынка ушли более 170 иностранных компаний, включая Microsoft, HP, Dell, Cisco, SAP, Poly, Avaya, Oracle, IBM, TSMC, Nokia, Ericsson, Samsung, Apple. Они прекратили поддержку своих продуктов, ограничили доступ к сервисам. Примечателен случай Cisco, которая физически уничтожила оборудование и запчасти на сумму 1,86 млрд рублей из-за прекращения продаж, приостановки лицензий и невозможности реэкспорта. В свою очередь, для российских IT-компаний закрылись рынки Европы и США.
В наименьшей степени пострадали российские разработчики наиболее востребованного ПО: ОС, СУБД, СХД, систем виртуализации, ERP, CRM и т. д. При этом некоторые компании не перешли на российские аналоги, не воспользовались ввезёнными по серому импорту лицензиями, а предпочли использовать пиратские версии. При этом значительно пострадали импортёры и интеграторы, а некоторые из них были вынуждены покинуть российский рынок вслед за вендорами.
Противоположная ситуация сложилась в сфере аппаратного обеспечения, где запрет на импорт технологий наложился на полную зависимость от иностранных поставщиков, в том числе в продукции, которая была заявлена как «российская». Проблемой стали поставки высокотехнологичного оборудования и ПО для него (серверов, маршрутизаторов, коммутаторов), средств промышленной автоматизации (контроллеров, датчиков и т. д.). Без сотрудничества с Foundry-компаниями оказалось невозможно производить процессоры «Байкал» и «Эльбрус». А видеопроцессоров в России в принципе никогда не разрабатывали и не производили.
Уже в марте 2022 года, несмотря на огромные цены, была распродана вся специализированная вычислительная техника (серверы, СХД и пр.), в том числе на вторичном рынке. VK обращалась в Минцифры с просьбой помочь в закупке десятков тысяч серверов для текущей работы и масштабирования бизнеса. В аналогичной ситуации оказался «Яндекс». Отсутствие специализированного оборудования остановило развитие в России сетей пятого поколения.
Ещё одной проблемой стал дефицит IT-специалистов. Ещё в 2021 году нехватка профессионалов на рынке оценивалась в 1 млн человек. В 2022 году рынок труда пережил две большие волны эмиграции — после начала вторжения и после мобилизации. Покидая Россию, иностранные компании релоцировали большое число сотрудников, включая наиболее квалифицированные кадры. В российском IT сложилась парадоксальная ситуация — избыток «джуниоров», закончивших онлайн-курсы, при острой нехватке специалистов среднего и высшего уровня.

### Рынок лекарств
После начала вторжения крупнейшие фармкомпании, такие как Bayer, Pfizer, MSD, Novartis, Sanofi, Eli Lilly, Gilead, свернули деятельность в России, прекратили инвестиции и клинические испытания. Из-за войны остановились программы международного сотрудничества и обмена научным опытом, многие квалифицированные специалисты покинули страну. Из-за ажиотажного спроса и исчерпания складов в период пандемии коронавируса из аптек пропали многие лекарства. Российские власти были вынуждены повышать минимальные цены на препараты из перечня жизненно необходимых (ЖНВЛП), чтобы избежать дефицита: при слишком низких ценах фармкомпании просто прекратят их выпуск.
Несмотря на то, что компоненты лекарств и большая часть медицинского оборудования не попадали под санкции, нарушились цепочки поставок. Прекратились поставки из США и Европы стандартных образцов (используются для подтверждения стандартов качества), а из необходимых 800 образцов в России производилось 75. До войны на импортные лекарства приходилось 40 % рынка, на импортные активные вещества в номинально российских препаратах — 80 %, от западного оборудования зависели 90 % российских фирм. Часть уже ввезённых препаратов застряла на складах из-за колебаний цен и перераспределения бюджетов. Из-за ограничений в России возникла нехватка хроматографов (запрещены ко ввозу как товары двойного назначения) и хроматографических колонок, необходимых для разработки лекарств и контроля качества.
Даже по официальным данным, к марту 2023 года сложился дефицит почти 100 препаратов, включая противовоспалительные, гастроэнтерологические, противоэпилептические препараты, инсулин, антидепрессанты, антипсихотики, препараты для заместительной гормональной терапии, лечения онкологических и нейродегенеративных заболеваний, лекарства для терапии ВИЧ, вакцины от коклюша, столбняка, дифтерии и гриппа, детские лекарства, активированный уголь и даже йод. Отсутствие высокотехнологичных лекарств, например, препаратов для химиотерапии, повысило смертность среди больных. Возникли проблемы с доступностью препаратов для животных.

### Фондовый рынок

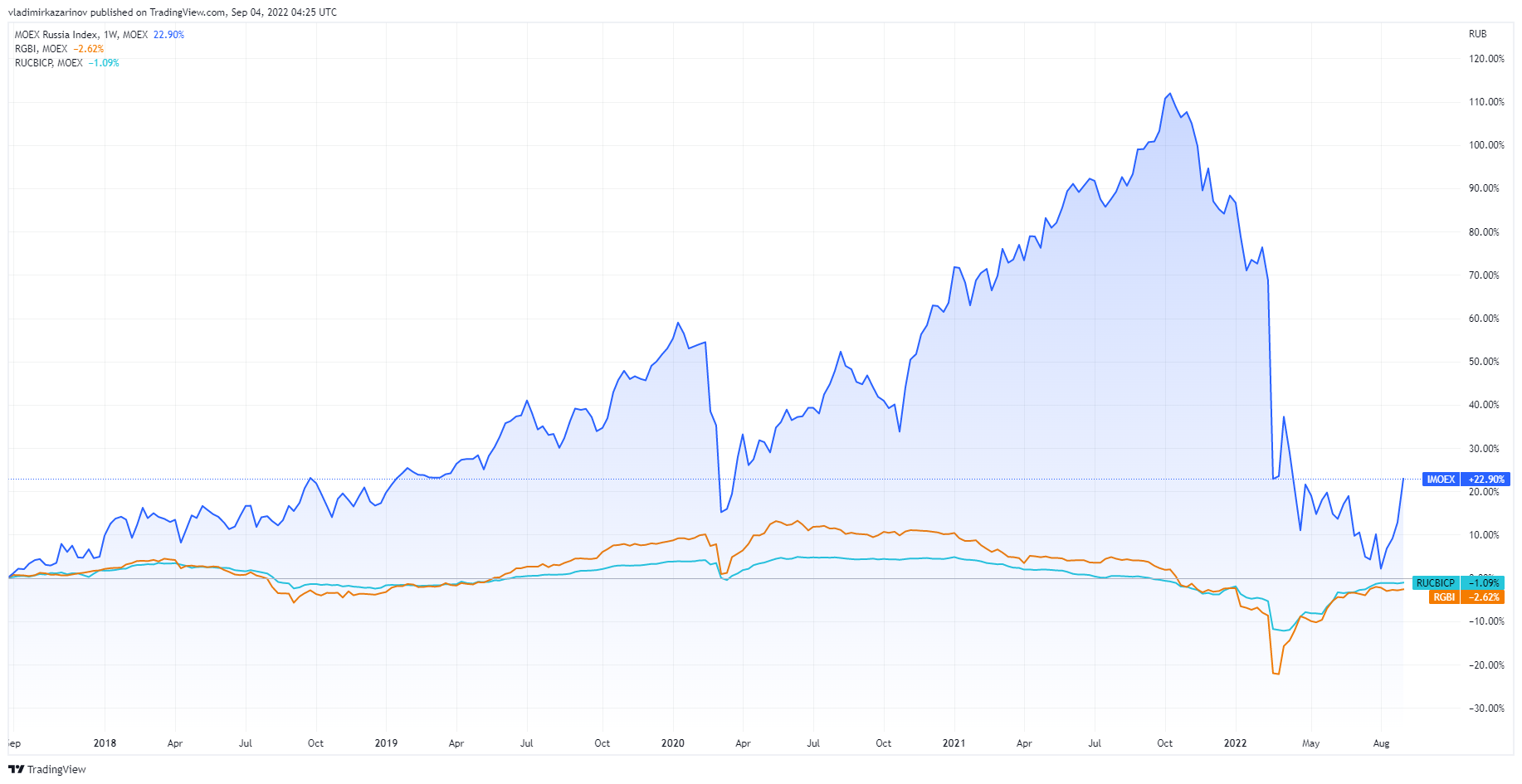
Индексы: российских акций (IMOEX, голубой), гособлигаций (RGBI, оранжевый) и корпоративных облигаций (RUCBICP, зелёный) на 5-летнем графике по 4 сентября 2022 г. включительно

Российский фондовый рынок начал резкое падение в феврале на фоне опасений начала вторжения на Украину. Так, 21 февраля на фоне признания Россией независимости ЛНР и ДНР индекс Московской биржи (MOEX) обрушился на 10,5 % (крупнейшее падение с захвата Крыма в 2014 году), а в пике падал на 14 % — максимальное значение с мирового кризиса 2007—2008 годов. Индекс фондовой биржи РТС (RTS) обвалился на 13,2 %, в пике падал на 17 %.
В день начала вторжения российский фондовый рынок обвалился примерно на 50 %, миллионы инвесторов понесли убытки. Для предотвращения ещё более глубокого падения ЦБ РФ почти на месяц приостановил торги по большинству инструментов фондового рынка, включая акции, облигации и фонды. К началу марта депозитарные расписки на акции крупнейших российских компаний фактически обесценились, потеряв от 88,1 % (Роснефть) до 99,6 % (Лукойл) и были сняты с торгов на LSE.
В 2022 году российский фондовый рынок стал крайне волатильным. В июне его обрушило решение «Газпрома» и «Сбера» отказаться от выплаты дивидендов, которое спровоцировало панику и обвал MOEX на 7 % в пике. В сентябре на фоне ужесточения законов военного времени, референдумов на оккупированных территориях и последующего объявления мобилизации индексы падали на 10 % на пике, но отыгрывали часть падения в течение дня. По итогам 2022 года фондовый рынок потерял 43 %, отток капитала составил 217 млрд долларов.

### Общественное питание
Представители рынка общественного питания из разных городов в общении с журналистами называли одни и те же проблемы: отток клиентов и потерю сотрудников, которые эмигрировали или попали под мобилизацию, уход шеф-поваров, сокращение среднего чека, проблемы поставок продуктов — безалкогольных напитков, алкоголя, красной рыбы и пр. Заведения, расположенные в ТЦ, пострадали от ухода якорных арендаторов и сокращения трафика. Несмотря на снятие ковидных ограничений, многие заведения фиксировали падение выручки в диапазоне 10—50 %. Наиболее сильный спад отрасль испытывала сразу после начала вторжения и после объявления мобилизации.

### Атомная промышленность
Расследование Associated Press в августе 2023 года показало, что от закупок ядерного топлива и технологий у России в Европе отказалась только Швеция. Финляндия, Чехия, Болгария и Словакия намереваются это сделать. Остальные страны ЕС, а также США, не отказались от сотрудничества с РФ в данной отрасли. Сумма сделок с февраля 2022 года, заключенных этими государствами с «Росатомом», составляет не менее 1,7 млрд долларов. Из них 828 миллионов долларов приходится на страны ЕС. По данным ImportGenius, импорт урана США из России в 2022 году вырос до 12,5 тонн с 6,3 в 2020 году. Франция увеличила закупки ядерного топлива с 110 тонн в 2021 году до 312 в 2022 году.

## Отдельные проблемы

### Снижение прозрачности бизнеса
В марте 2022 года правительство разрешило российским публичным компаниям не публиковать корпоративную информацию (отчёты эмитентов, финансовую отчётность по РСБУ и МСФО, перечни аффилированных лиц), если их обнародование может привести к санкциям в отношении компании и иных лиц. По данным исследования «Трансперенси Интернешнл — Россия», крупнейшие банки практически перестали публиковать какие-либо данные.
В целом, публичные компании чаще всего избегали публикации документов с информацией об акционерах, органах управления, поставщиках, кредиторах и дебиторах. Полностью опубликовали отчётность компании, входящие в международные ГК, имеющие иностранных кредиторов или поставщиков, или сфокусированные на развитии импорта. В общей сложности исследованные компании опубликовали только 47 % отчётов за 2022 год — это значительно снижает прозрачность рынка и препятствует оценке рисков.

## Действия властей
Ключевую роль в предотвращении краха банковской системы сыграл ЦБ РФ. Центробанк поднял ключевую ставку до 20 % (и убедил банки поднять ставки по депозитам), фактически остановив кредитование, но сдержав банковскую панику. Одновременно для снижения оттока валюты ЦБ ввёл ограничения на движение капитала: вывоз наличной валюты, перечисление на зарубежные счета, снятия с валютных депозитов. Бизнес (как крупных сырьевых экспортёров, так и обычные компании и ИП, получающие оплату от зарубежных заказчиков) обязали продавать 80 % валютной выручки. Это позволило снизить спрос на валюту и сдержать инфляцию.
Правительство значительно расширило полномочия комиссии по контролю за осуществлением иностранных инвестиций: с марта 2022 года через неё должны были проходить все сделки с компаниями из «недружественных стран», включая выплаты валютного долга и даже перечисления валюты на собственные счета за рубежом. Вместе с тем российским компаниям, которым комиссия разрешит выкупить активы уходящих иностранных компаний, были предоставлены особые условия, например, смягчение надзора при получении кредита в российским банке на финансирование сделки.
В 2022 году российские власти утвердили более 300 мер поддержки экономики в условиях санкций.
Так, меры поддержки бизнеса включали кредитные каникулы для СМБ, льготные кредиты (в том числе для импортёров приоритетных товаров), отмену комиссии и увеличение лимитов в СБП, снижение комиссии за эквайринг, послабления для участников ВЭД, разрешение на нарушение интеллектуальной собственности иностранных лиц и организаций, разрешение на серый импорт товаров без разрешения правообладателей, смягчение регулирования импорта, послабления в лицензировании (в том числе для розничной торговли алкоголем), смягчение налогов, отдельные льготы для IT-компаний (аккредитованных в Минфине), НДС 0 % для гостиничного бизнеса, субсидии за наём людей младше 30 лет, отмена проверок (ККТ, неналоговые, валютные), смягчение штрафов. Некоторые российские регионы, например, Москва, предусмотрели свои меры поддержки бизнеса.

## Репатриация капитала
В сентябре 2023 года агентство Bloomberg сообщило, что в период с февраля 2022 года, в связи с санкционными действиями и давлением президента РФ Владимира Путина, российские миллиардеры вывели из стран Европы порядка 50 млрд долларов. По мнению партнёра компании Business Solutions and Technologies Натальи Кузнецовой, Россия сейчас представляется меньшим злом, чем заграница. Перевод активов российских бизнесменов с Кипра, Джерси и Швейцарии в Россию и дружественные ей страны, такие как ОАЭ и Казахстан, начался вскоре после февраля 2022. Первыми из Швейцарии и Кипра в РФ были переведены активы семей Андрея Гурьева и Виктора Рашкина. Также в 2023 году в российские офшорные зоны переехало 115 компаний.